# Chained (pel·lícula de 2012)
Chained és una pel·lícula canadenca de terror psicològic del 2012 dirigida per Jennifer Lynch i basada en un guió de Damian O'Donnell. Protagonitzada per Vincent D'Onofrio com un assassí en sèrie i Eamon Farren com un jove presoner de l'assassí, explora la seva relació mentre l'assassí intenta convertir el seu captiu en el seu protegit. Gina Philips, Conor Leslie, Jake Weber i Julia Ormond apareixen en papers secundaris.
La pel·lícula es va estrenar al FanTasia i va ser estrenada directe a vídeo als Estats Units per Anchor Bay Entertainment. Va rebre una resposta polaritzada, tot i que generalment positiva, amb certa polèmica sobre el seu contingut i final, mentre que les actuacions van ser elogiades.

## Argument
Sarah Fittler i el seu fill de nou anys prenen un taxi per tornar a casa des d'un cinema, però el conductor Bob els segresta i els porta a casa seva. Com a resultat dels abusos que el seu pare va infligir a ell i al seu germà quan era nens, inclòs el fet d'obligar-lo a tenir relacions sexuals amb la seva pròpia mare, Bob s'ha convertit en un assassí en sèrie que viola i assassina dones joves. Mata la Sarah i empresona el seu fill, a qui anomena Rabbit. Quan Rabbit intenta escapar, Bob l'encadena a una paret.
Nou anys més tard, Rabbit adolescent roman a casa d'en Bob fent les tasques domèstiques, enterrant els cossos de les víctimes d'en Bob i reservant retalls de diaris de les víctimes de Bob a petició seva. Mentre encara manté captiu en Rabbit, en Bob intenta convertir-se en una figura paterna i fa que Rabbit s'ensenyi a si mateix l'anatomia humana. Per convèncer en Rabbit que ningú més li importa, Bob revela que el pare de Rabbit, Brad, s'ha tornat a casar. També allibera Rabbit de les seves cadenes. En apropar Rabbit, Bob té la intenció de convertir Rabbit en un assassí en sèrie com ell.
Per completar la transformació de Rabbit en un assassí en sèrie, Bob li demana que esculli una víctima d'un anuari. Rabbit inicialment es nega, però quan en Bob l'obliga a seleccionar, tria una noia anomenada Angie i Bob la segresta. Deixant Rabbit i Angie a una habitació, en Bob adverteix a Rabbit que la matarà si Rabbit no ho fa. Rabbit dubta i comença a relacionar-se amb l'Angie, però la clava a l'estómac quan en Bob entra. Després arrossega el seu cos a l'habitació que conté els cadàvers de les víctimes anteriors. Satisfet, Bob accepta la seva petició de caçar una altra noia.
Bob porta en Rabbit a la ciutat amb el seu taxi i suggereix diverses víctimes, però Rabbit les rebutja a totes. Durant el trajecte, en Bob descobreix que Rabbit ha escrit la paraula "ajuda" al costat del taxi. Aleshores, Bob s'adona que en Rabbit va apunyalar l'Angie en un lloc no letal utilitzant els seus coneixements d'anatomia. Ell deixa inconscient en Rabbit i entra a l'habitació on s'amaga l'Angie per matar-la. L'Angie aconsegueix tallar el tendó d'Aquil·les d'en Bob mentre en Rabbit es desperta i ve a salvar-la. En la següent lluita, Rabbit mata en Bob i l'enterra al costat de les seves víctimes.
Amb Bob mort, Rabbit rastreja en Brad, que ara viu amb la seva nova dona Marie i el germanastre de Rabbit, Colin. Brad fingeix encantat per la seva supervivència fins que Rabbit, el nom real del qual és Tim, l'enfronta amb el fet que Brad havia organitzat el segrest d'ell i de la seva mare. A través d'una carta que va trobar, en Tim va descobrir que en Bob és el germà de Brad, així com el seu oncle patern. Brad, que havia instat a Sarah a agafar un taxi el dia del segrest, volia desfer-se de la seva primera dona i el seu fill. Brad respon a aquesta revelació agredint físicament a Tim, i també agredint a Marie quan intenta intervenir. Tim el colpeja fins a la mort. Després que Tim se'n va a suggeriment de Marie, Marie truca a la policia i diu que un lladre va matar el seu marit.
Tim torna a la casa d'en Bob, on l'Angie descansa ara al llit de divan situat a la cuina, i tanca la porta del garatge. A mesura que surten els crèdits de tancament, se senten els sons d'ell entrant a casa, obrint la nevera, tallant paper, tornant al garatge, entrant a la cabina i obrint la porta del garatge.

## Repartiment
- Vincent D'Onofrio com a Bob
  - Daniel Maslany com el jove Bob
- Eamon Farren com a Rabbit / Tim Fittler
  - Evan Bird com a Jove Rabbit
- Julia Ormond com a Sarah Fittler
- Conor Leslie com a Angie
- Jake Weber com a Brad Fittler
  - Michael Maslany com el jove Brad
- Gina Philips com a Marie

A més, Troy Skog i Shannon Jardine retraten els pares de Bob i Alexander Doerksen interpreta a Colin. Amy Matysio apareix com Mary, una de les víctimes d'en Bob. La directora Jennifer Lynch té un cameo com a presentadora de programa de cuina a la televisió.

## Producció
La pel·lícula es va rodar a Moose Jaw, Saskatchewan, durant un període de 15 dies. Lynch va utilitzar la mateixa tripulació que a Surveillance. El concepte original prové d'un guió de Damian O'Donnell . Tot i que a Lynch li va agradar el guió, va pensar que estava malament per a ella, ja que no volia rodar una pel·lícula a l'estil splatter. Els productors van explicar que volien veure-la fent el guió, així que el va reescriure per centrar-se en els personatges en lloc de la violència gratuïta. Lynch va dir que, centrant-se en la història, va poder "humanitzar i explicar, encara que no justificar, el comportament devastador que té un assassí en sèrie."
D'Onofrio es va sentir atret pel projecte per la implicació de Lynch, ja que havia volgut treballar amb ella a La meva obsessió per Helena. Lynch també havia volgut treballar amb D'Onofrio, però el paper no va ser escrit específicament per a ell. Lynch era atreta per D'Onofrio, que sempre va ser la seva primera opció, perquè el paper requeria un actor capaç de mostrar un nen interior ferit. Com que D'Onofrio estava disposat a fer-ho, Lynch va elogiar la seva actuació com a valenta. Farren i D'Onofrio van treballar bé junts al plató, que D'Onofrio acredita la seva química a la pantalla. Els actors van utilitzar molt poca improvisació. Per a Bob, D'Onofrio va dir que necessitava trobar la brúixola moral del personatge, tot i que Bob és un assassí en sèrie. Com a actor de personatges, D'Onofrio va dir que se sentia atret pels personatges fascinants, per molt defectuosos que siguin. Farren va quedar impressionat amb la carta de presentació de Lynch per al lector de guions i s'entenia molt bé amb ella quan parlaven. Al plató, Farren i Lynch van col·laborar fàcilment, i Farren va dir que no calia donar-li gaire direcció. Lynch va reclutar Bird, que va interpretar el jove Rabbit, per Skype després que el grup de càsting el recomanés. Lynch va dir que la seva cinta d'audició li va provocar calfreds.
La pel·lícula és un estudi de com es fan els monstres, i Lynch diu que volia "promoure un diàleg sobre l'abús infantil". A través de la història de Bob, Lynch va intentar mostrar com la societat l'havia convertit en un monstre a través de l'abús infantil. Amb Rabbit, va voler explorar el tema de "la natura contra la cria". Farren va descriure Rabbit com un nen raquític, un home de dinou anys que va deixar de madurar emocionalment als nou anys. En Rabbit no es va convertir en el que Lynch va anomenar "una rèplica completa de Bob" perquè té una infància amorosa. Això va permetre a Lynch comparar i contrastar com van resultar els dos homes. Lynch no va perpetuar el cicle de violència i convertir Rabbit en un assassí, cosa que va dir que hauria estat avorrit.
Lynch estava obligada contractualment a mantenir la pel·lícula durant un cert temps d'execució, així que va haver d'abreujar el gir de la trama. Tot i que reconeix que algunes persones troben que s'hi afegeix, va dir que un tall de director l'ampliaria i ho faria més natural. L'escena final vol ser esperançadora, i Lynch diu que la veu com a realista i feliç.

## Estrena
Chained es va estrenar al FanTasia de Mont-real el 5 d'agost de 2012. Anchor Bay Entertainment la va publicar direct-to-video en DVD i Blu-ray als EUA el 2 d'octubre de 2012. Tot i que hi havia diners pressupostats per a la versió del director, els van haver d'utilitzar en altres àrees. Lynch encara vol fer una versió del director eventualment.
La pel·lícula va ser classificada originalment com a NC-17 per la MPAA per "alguna violència explícita". Lynch va apel·lar la qualificació, però es va confirmar. Més tard va editar la pel·lícula per aconseguir una classificació R. Kevin Carney, d'Anchor Bay, va dir que les pel·lícules amb una violència comparable van rebre una qualificació R per raons arbitràries, i Lynch va dir que les seves pel·lícules van ser enfocades amb classificacions NC-17 per la seva autenticitat i intensitat, que, segons ella, "premia una actitud casual cap a la violència." Lynch més tard va dir que NC-17 havia fallat, ja que el públic encara l'associava amb l'antiga qualificació X. L'escena de NC-17 que es va tallar, que representa una versió més gràfica de la mort de Mary (Amy Matysio), s'inclou com a característica especial.
Lynch va declarar que hauria preferit estrenar la pel·lícula amb el seu títol provisional Rabbit, però l'estudi no ho va complir.

## Recepció
La pel·lícula va obtenir una resposta polaritzada de la crítica. En comparar-la negativament amb el debut de Jennifer Lynch La meva obsessió per Helena en termes de misogínia, Dennis Harvey de Variety la va considerar "un repugnant exercici de sadisme físic i psicològic" i "un revolcament redundant en la crueltat artesanal i tortura pornogràfica". Peter Bradshaw de The Guardian i Tim Robey de The Daily Telegraph la van puntuar amb un sobre cinc, Bradshaw que la va qualificar de "fantàsticament grollera i fatuosa pel·lícula d'assassins en sèrie" i Robey la va titllar "una vergonya espantosa". David Hughes d'Empire la va puntuar dos sobre cinc i la va descriure com "molt desagradable, però singularment mancada de nous girs intel·ligents en un gènere cansat". Jamie S. Rich de DVD Talk la va puntuar un i mig de cinc, criticant l'actuació de Vincent D'Onofrio com a "una mica còmica" i el final com a "cada cop més ridícul", tot i que va elogiar la seqüència entre Rabbit i Angie i l'actuació de Conor Leslie.
Per contra, Matt Glasby de Total Film la va puntuar amb tres sobre cinc i la va qualificar de "thriller d'assassins en sèrie tens", sent el final el seu únic punt de discussió principal. Rod Lott de l’Oklahoma Gazette va elogiar la primera meitat de la pel·lícula com a "absorbent i tensa", i mentre trobava que la segona meitat era menys interessant, va assenyalar que "Lynch no es compromet en la seva direcció, ni s'allunya de representar la depravació" al llarg de tota la pel·lícula. Scott A. Gray d’Exclaim! va escriure que és una "mirada profundament inquietant, però profundament humana sobre la causa de la violència cíclica". Simon Foster del Special Broadcasting Service la va valorar tres i mig sobre cinc i el va qualificar de "desolat drama d'assassins en sèrie claustrofòbic i brutal". Scott Weinberg de Fearnet va descriure la pel·lícula com "una reflexió dura, imprevisible i sovint lletja sobre temes com ara lliure albir i moralitat" i "mereix crèdit per intentar treure alguns calfreds relativament intel·ligents d'alguna cosa diferent, d'actualitat i principalment inquietant". Lauren Taylor de Bloody Disgusting la va puntuar amb quatre de cinc i va escriure: "Chained pren una història típica d'un nen maltractat que creix fins a convertir-se en un assassí en sèrie i fa que sigui una cosa que mereix un Oscar", amb elogis per l'actuació de D'Onofrio. Serena Whitney de Dread Central la va puntuar tres i mig sobre cinc i va escriure: " Des d'American Psycho, el públic no ha experimentat una dissecció intel·ligent de la misogínia espantosa que es mostra en el subgènere d'assassins en sèrie des d'una perspectiva femenina". Bill Gibron de DVD Verdict va concloure que Chained "ensopega una mica però encara aconsegueix arrossegar-se per sota de la teva pell i fer-te caure".
A Rotten Tomatoes, la pel·lícula té una puntuació d'aprovació del 65% basada en 20 ressenyes.

## Reconeixements
Va guanyar el Premi Especial del Jurat i el Premi al millor actor al XLV Festival Internacional de Cinema Fantàstic de Catalunya.